# Siunia (Armenien)
Die Siunia (armenisch Սյունիներ, auch: Siak, Syunik) waren eine Familie aus dem alten Adel von Armenien, welche auch als erste Dynastie als „Nakharark'“ regierten. Sie entstammten der Provinz Sjunik (Սյունիք) im Armenien des ersten Jahrhunderts nach Christus. Die Nakharark' waren Nachkommen von Sisak (Սիսակ).
Der erste bekannte Herrscher war Valinak Siak (c. 330) und sein Nachfolger war sein Bruder Andok (Andovk, Antiochus, c. 340). 379 wurde Babik (Bagben), der Sohn von Andok, von der Familie Mamikonian als Nakharar wieder eingesetzt. Babik hatte die Schwester Pharantzem, die den Arsakidenprinz Gnel geheiratet hatte, den Neffen des armenischen Königs Arshak II. Nach Gnels Ermordung heiratete sie Arshak II. als ihren zweiten Ehemann. Babiks Herrschaft hielt weniger als zehn Jahre und um 386 oder 387 wurde ein Dara von den Sassaniden abgesetzt.
Auf Valinak (c. 400–409) folgte Vasak (409–452). Vasak wiederum hatte zwei Söhne: Babik (Bagben) und Bakur, sowie eine Tochter, welche Vasaks Nachfolger, Varazvahan (452–472), heiratete. Varazvahans Sohn Gelehon herrschte 470 bis 477. Er starb 483. Babik (Bagben), der Bruder von Varazvahan wurde 477 der neue Nakharar. Hadz, der Bruder von Gelehon starb am 25. September 482. Die Provinz Syunik wurde später regiert von Vahan (c. 570), Philip (Philipo, c. 580), Stephen (Stephanos, c. 590–597), Sahak (Issac, c. 597) und Grigor (Gregor, bis 640).
Inschriften aus der Region um den Sewansee, welche König Artaxias I. zugeschrieben werden, bestätigen, dass im 2. Jahrhundert v.C. der Distrikt Syunik ein Teil des alten Armeniens gewesen ist.
Eine Nebenlinie der Dynastie kam im 11. Jahrhundert im Königreich Arzach an die Macht.